# Ceroidolipofuscynoza neuronalna typu 5
Ceroidolipofuscynoza neuronalna typu 5 (ang. neuronal ceroid lipofuscinosis-5) – rzadka lizosomalna choroba spichrzeniowa z grupy ceroidolipofuscynoz neuronalnych. Spowodowana jest mutacjami w genie CLN5 kodującym lizosomalną glikoproteinę o nieznanej funkcji. Znane są cztery mutacje objawiające się tym fenotypem, z których jedna, c.1175delAT odpowiada za 94% przypadków choroby w Finlandii.